# ベン・ハイン
ベン・ハイン（Ben Hyne、1994年3月7日 - ）は、スーパーラグビーサンウルブズに所属するラグビーユニオン選手。

## プロフィール
- オーストラリア・クイーンズランド州出身[1]。
- ポジションはロック(LO)[2]。
- 身長 194cm、体重 105kg

## 略歴
ブリスベンシティー、ブランビーズ、キャンベラ・ヴァイキングスを経て、2019年11月、サンウルブズの2020シーズンスコッドに選ばれた。